# 경기버스 (기업)
경기버스(京畿―)는 KD운송그룹 계열의 경기도 남양주시의 시내버스 자회사이다.

## 역사
- 1968년 8월 27일: 대진운수(大進運輸)로 설립되었다.
- 1998년: 도시형버스 7-5번 광릉내 ~ 청량리역 구간 신설했다.
- 2004년 하반기: 선진그룹 버스사업부문에 인수 및 사명이 대진운수(大進運輸)에서 선진상운(先進商運)으로 변경되었다.
- 2005년: 방계회사인 유성운수 (현.경기운수) 직행좌석버스인 1001번 노선을 인수하였다. 따라서 기점이 소학1리로 연장되었다.
- 2005년: 자사의 직행좌석버스 1001번을 당시 방계회사인 선진시내에 양도하였다.
- 2006년 8월: 환경부로부터 천연가스버스 우수보급업체로 선정되었다.
- 2007년: 선진상운의 7-5번을 방계회사인 유성운수 (현.경기운수)에 매각과 동시에 유성운수 (현.경기운수)의 23번을 인수했다. 그리고 7번(광릉내 ~ 일동)을 선진시내에 양도하였다.
- 2008년 11월 15일: 도시형버스 23번이 스펀지 2.0에서 '시어머니 버스'로 나온 적이 있다.
- 2009년 12월 1일: 선진그룹 버스사업부문은 선진상운을 방계회사인 유성운수 (현.경기운수)와 함께 KD운송그룹에 매각 및 사명이 선진상운에서 경기버스로 변경되었다.
- 2009년 12월 1일: 선진시내의 도시형버스 11번 (구 직행좌석버스 1001번)을 선진시내에서 인수하였다.
- 2010년 4월 1일: 도시형버스 11번에서 직행좌석버스 11번으로 형간전환하였다.
- 2010년 5월 24일: 직행좌석버스 6006번 광릉내 ~ 잠실역 구간을 신설하였다.
- 2010년 9월 1일: 직행좌석버스 6006번에서 간선급행버스 8012번으로 노선이 변경하였다.
- 2010년: 자사의 도시형버스 8번과 도시형버스 7-3번을 통폐합해 도시형버스 73번으로 변경하였다.
- 2012년: 광릉내차고지 계약기간 만료로 일부노선을 내촌차고지로 나머지노선을 진벌리차고지로 이전하였다.
- 2014년 1월 1일: 도시형버스 7-4번이 배양리 구간이 단축되어 사릉역에서 회차하며, 기존 배양리 구간은 대원운수 91번이 대체운행하게 되었다.
- 2014년 9월 1일: 직행좌석버스 7008번에서 도시형버스 74번으로 전환 및 내촌 ~ 진벌리 간 단축 및 청량리역 ~ 석계역 간 단축하였다.
- 2014년 12월 22일 ~ 12월 26일: 간선급행버스 8012번 노선에 2층 버스(Enviro 500)를 시범 운행하였다.[1]
- 2015년 11월 2일: 도시형버스 7-7번이 진접읍사무소 앞을 경유하도록 노선이 변경되었다.
- 2015년 11월 2일: 도시형버스 74번이 진접읍사무소 앞으로 들어갔다가 나오도록 변경되었다. '진접읍사무소입구 - 반도유보라아파트'였던 기존 노선이 '진접읍사무소입구 - 진접읍사무소 - 금곡리입구 - 반도유보라아파트'로 변경된 것이다. 상하행 양방향 적용된다.
- 2015년 11월 2일: 도시형버스 3-1번이 진접읍사무소 앞을 경유하도록 노선이 변경되었다. 이 결과로 '금곡리입구.신동아아파트' 정류소를 경유하지 않게 되었다.
- 2015년 10월 11일: 도시형버스 73번은 별내지구를 경유하고 도시형버스 74번과 덕송터널을 경유한다.
- 2015년 12월 19일: 직행좌석버스 7007번과 간선급행버스 8012번이 내촌차고지에서 광릉내차고지로 단축되었다.
- 2016년 10월 24일: 도시형버스 23번이 하남 스타필드로 종점을 연장하였다.
- 2017년 1월 7일: 간선급행버스 8012번이 잠실광역환승센터로 기점변경
- 2020년 2월 9일: 땡큐90번이 신설하였다.
- 2023년 4월 1일 : 도시형버스 3-1번이 땡큐31번, 땡큐32번으로 전환하였다.
- 2023년 6월 30일: 도시형버스 73번 폐선 되었고 땡큐32번이 땡큐31번으로 통합하였다.
- 2023년 7월 1일: 도시형버스 115번 신설하였다.
- 2023년 7월 22일: 도시형 72번 신설하였다.
- 2024년 1월 1일 : 707번버스가 경기도형 준공영제인 시내버스 공공관리제를 시행
- 2024년 11월 1일 : 23번 버스 하남시 구간 단축 및 천호역 회차
- 2025년 3월 31일 : 도시형버스 88번이 막차부로 폐선
- 2025년 4월 1일 : 도시형버스 155번 신설

## 현황
2021년 1월 기준이다.
| 운행업체      | 보유 노선수 | 보유 노선수 | 보유 노선수 | 보유 노선수 | 보유 노선수 | 등록 대수 | 등록 대수 | 등록 대수 | 등록 대수 | 등록 대수 |
| ------------- | ----------- | ----------- | ----------- | ----------- | ----------- | --------- | --------- | --------- | --------- | --------- |
| 운행업체      | 노선 합계   | 광역급행    | 직행좌석    | 일반좌석    | 시내일반    | 대수 합계 | 광역급행  | 직행좌석  | 일반좌석  | 시내일반  |
| 경기버스 (KD) | 14          | -           | 3           | -           | 11          | 114       | -         | 33        | -         | 81        |

## 운행 노선

### 진벌리 본사 운행 노선
- ● 707번: 진벌리차고지 ↔ 광릉내종점 ↔ 서희스타힐스 ↔ 진접농협 ↔ 내각리 ↔ 퇴계원 ↔ 별내역6번.7번출구.주을래마을 ↔ 갈매역 ↔ 중랑경찰서후문 ↔ 상봉역.중랑우체국 ↔ 중랑역 ↔ 홍릉사거리 ↔ 청량리역환승센터 (7번 통폐합 노선, 2024년 1월 1일부터 경기도형 준공영제 실시)
- ● 72번: 진벌리차고지 ↔ 경복대학 ↔ 진접역 ↔ 양지아파트 ↔ 휴먼시아16단지 ↔ 반도유보라아파트 ↔ 금곡리입구 ↔ 진접농협 ↔ 봉현마을 (2023년 7월 22일부터 신설노선)
- ● 땡큐31번: 진벌마을 ↔ 75사단입구 ↔ 광릉내종점 ↔ 서희스타힐스 ↔ 진접읍사무소 ↔ 반도유보라 ↔ 진접역 ↔ 휴먼시아16단지 ↔ 오남역 (구 3-1번-> 땡큐32번)

### 사능 본사 운행 노선
- ● 7-4번: 사릉역 ↔ 용신초등학교 ↔ 와촌 ↔ 삼양레미콘앞 ↔ 진접농협 ↔ 반도유보라아파트 ↔ 신도브래뉴아파트.진접역 ↔ 금곡2리.경복대학
- ● 115번: 사능차고지 ↔ 오룡마을 ↔ 사릉역 ↔ 진관다리 ↔ 빛과소금교회앞 ↔ 관사, 일신건영, 새마을금고 ↔ 별내역.6번.7번출구.주을래마을 ↔ 한국스포츠정책과학원 ↔ 화랑대역 ↔ 태릉입구역 ↔ 석계역 (구 태릉교통 1156번, 2023년 7월 1일 노선 신설)
- ● 155번: 수락산입구.동부거성아파트 ↔ 별내면사무소 ↔ 우미린스타포레 ↔ 별내KCC스위첸후문 ↔ 202번종점 ↔ 삼육대학교 ↔ 경춘선숲길화랑대역공원 ↔ 화랑대역 ↔ 태릉입구역 ↔ 석계역 (구 태릉교통 1155번, 2025년 4월 1일 신설)

### 내촌 본사 운행 노선
- ● 23번: 내촌차고지 ↔ 광릉내종점 ↔ 진접농협 ↔ 오남역 ↔ 독정리 ↔ 용정리 ↔ 사릉 ↔ 금곡역 ↔ 양정동 ↔ 도농역 ↔ 돌다리.구리전통시장 ↔ 교문사거리 ↔ 구리시청 ↔ 워커힐아파트 ↔ 천호역 (구 1-3번, 이 노선 유성운수 (현.경기운수)에서 이관 받은 노선이다, 전기버스 운행중)
- ● 11번: 소학1리 ↔ 베어스타운 ↔ 내촌중학교 ↔ 광릉내종점 ↔ 서희스타힐스 ↔ 진접농협 ↔ 내각리 ↔ 퇴계원 ↔ 퇴계원 나들목 ↔ <수도권제1순환고속도로 경유> ↔ <올림픽대로 경유> ↔ 광나루역 ↔ 강변역(A) (구 1001번) (시내버스 11번 형간전환 후 이 노선은 유성운수(현.경기운수), 선진시내버스에서 이관 받은 노선이다.)

### 광릉내 본사 운행 노선
- ● 7-7번: 광릉테크노밸리입구 ↔ 광릉내종점 ↔ 서희스타힐스 ↔ 반도유보라아파트 ↔ 진접역4.5번출구.엠타워.단우타워
- ● 7-8번: 광릉테크노밸리입구 ↔ 광릉내종점 ↔ 광릉내농협앞 ↔ 평촌상회 ↔ 접동마을 (2022년 5윌 30일부로 팔야리 일대의 민원으로 노선다시 환원)
- ● 7-9번: 진접읍사무소 ↔ 진접농협 ↔ 오남역 ↔ 오남가구단지.보영아파트 ↔ 팔현리 ↔ 향촌가든 ↔ 팔현2리마을회관
- ● 71번: 금곡산업단지 ↔ 진접역 ↔ 신영지웰아파트 ↔ 진접하우스토리 ↔ 진접농협 ↔ 장현대교 ↔ 진접고, 화봉초교, 신안인스빌아파트 ↔ 휴먼시아16단지 ↔ 신영지웰아파트 ↔ 진접역 ↔ 금곡산업단지
- ● 77번 : 산림교육원 ↔ 수락원 ↔ 진접농협 ↔  반도유보라 ↔ 진접역 ↔ 금곡리 ↔ 남양주천문대 (2024년 9월 12일 개통)
- ● 땡큐90번: 광릉내종점 ↔ 장승마을 ↔ 진접농협 ↔ 내각리 ↔ 영서마을 ↔ 퇴계원역 ↔ 구리왕숙체육공원입구 ↔ 다산1동주민센터 ↔ 도농역 ↔ 가운고등학교 (2020년 2월 19일 신설노선)
- ● 7007번: 광릉내종점 ↔ 서희스타힐스 ↔ 진접농협 ↔ 내각리 ↔ 임송 ↔ <수도권제1순환고속도로 경유> ↔ <올림픽대로 경유> ↔ 잠실역 ↔ 잠실새내역 ↔ 종합운동장역 ↔ 삼성역 ↔ 선릉역 ↔ 역삼역 ↔ 강남역9번출구 ↔ 신논현역.우신빌딩
- ● 8012번: 광릉내종점 ↔ 경복대학 ↔ 삼부르네상스더퍼스트아파트 ↔ 진접역 ↔ 연평대교, 이마트 ↔ <수도권제1순환고속도로 경유> ↔ <올림픽대로 경유> ↔ 잠실광역환승센터 (간선급행버스, 구 6006번, 2층버스 운행중)

## 폐지 및 타사로 양도된 노선
- ● 3번: 광릉내차고지 ↔ 경복대학(2009년에 21번이 연장됨에 따라 폐선)
- ● 3-1번: 진벌마을 ↔ 75사딘입구 ↔ 광릉내 ↔ 서희스타힐스 ↔ 진접사무소 ↔ 진접역 ↔ 극동.성호A (땡큐31번으로 노선변경)
- ● 3-3번: 광릉내차고지 ↔ 국립수목원(경기운수 21번과의 중복 때문에 폐선)
- ● 7번: 광릉내차고지 ↔ 장현 ↔ 내각리 ↔ 퇴계원 ↔ 신내동 ↔ 상봉역 ↔ 청량리역 ↔ 경동시장 (2007년 7월 경기도에 수도권 통합환승할인제도가 실시될 때 707번이 입석으로 전환됨에 따라 폐선)
- ● 7번 (내촌 ↔ 경동시장): 내촌차고지 ↔ 광릉내 ↔ 장현 ↔ 내각리 ↔ 퇴계원 ↔ 신내동 ↔ 신내역 ↔ 신내차량사업소 ↔ 상봉역 (상봉시외버스터미널) ↔ 중랑역 ↔ 회기역 (경희대학교, 서울시립대학교)↔ 청량리역 ↔ 경동시장
- ● 7번 (어냄이 ↔ 경동시장): 오남읍 ↔ 장현 ↔ 내각리 ↔ 퇴계원 ↔ 신내동 ↔ 신내역 ↔ 신내차량사업소 ↔ 상봉역 (상봉시외버스터미널) ↔ 중랑역 ↔ 회기역 (경희대학교, 서울시립대학교) ↔ 청량리역 ↔ 경동시장
- ● 7번 (갈매동 ↔ 경동시장): 갈매동 (담터) ↔ 신내동 ↔ 신내역 ↔ 신내차량사업소 ↔ 상봉역 (상봉시외버스터미널) ↔ 중랑역 ↔ 회기역 (경희대학교, 서울시립대학교) ↔ 청량리역 ↔ 경동시장
- ● 7번 (직동리 ↔ 경동시장): 직동리 ↔ 국립수목원 ↔ 광릉 ↔ 봉선사 ↔ 장현 ↔ 내각리 ↔ 퇴계원 ↔ 신내동 ↔ 신내역 ↔ 신내차량사업소 ↔ 상봉역 (상봉시외버스터미널) ↔ 중랑역 ↔ 회기역 (경희대학교, 서울시립대학교) ↔ 청량리역 ↔ 경동시장
- ● 7번 (매화동 ↔ 경동시장): 매화동 ↔ 광릉내 ↔ 장현 ↔ 내각리 ↔ 퇴계원 ↔ 신내동 ↔ 신내역 ↔ 신내차량사업소 ↔ 상봉역 (상봉시외버스터미널) ↔ 중랑역 ↔ 회기역 (경희대학교, 서울시립대학교) ↔ 청량리역 ↔ 경동시장
- ● 7번 (어냄이 ↔ 장현): 오남읍 ↔ 장현
- ● 7번 (팔현리 ↔ 장현): 팔현리 ↔ 오남읍 ↔ 장현
- ● 7번 (광릉내 ↔ 일동): 광릉내 ↔ 내촌 ↔ 베어스타운 ↔ 소학리 ↔ 서파 ↔ 일동 ↔ 제일온천 (선진시내버스에 매각)
- ● 7번 (광릉내 ↔ 현리): 광릉내 ↔ 내촌 ↔ 베어스타운 ↔ 소학리 ↔ 서파 ↔ 현리 (선진그룹 버스사업부문 시절 방계회사인 선진시내버스에 매각)
- ● 7번 (광릉내 ↔ 내촌): 광릉내 ↔ 마명리 ↔ 고장촌 ↔ 내촌 (선진그룹 버스사업부문 시절 방계회사인 선진시내버스에 매각)
- ● 7번 (광릉내 ↔ 서파): 광릉내 ↔ 내촌 ↔ 베어스타운 ↔ 소학리 ↔ 서파 (선진그룹 버스사업부문 시절 방계회사인 선진시내버스에 매각)
- ● 7-1번: 광릉내차고지 ↔ 장현 ↔ 내각리 ↔ 퇴계원 ↔ 배탈고개 ↔ 교문사거리 ↔ 돌다리 ↔ 구리역 ↔ 도농역 ↔ 남양주시청 제2청사 (2000년대 중반 폐선)
- ● 7-2번: 광릉내차고지 ↔ 장현 ↔ 내각리 ↔ 퇴계원 ↔ 인창택지지구 ↔ 구리여자고등학교 ↔ 이문안길 ↔ 정각사
- ● 7-3번: 퇴계원 ↔ 태릉선수촌 ↔ 대한민국 육군사관학교 입구 ↔ 국철 화랑대역 ↔ 화랑대역 ↔ 태릉입구역 ↔ 석계역(경복대학 연장후 73번 통합)
- ● 7-5번: 진벌리차고지 ↔ 경복대학교 ↔ 진접지구 ↔ 오남체육공원 ↔ 사릉 ↔ 퇴계원역 ↔ 신내역 ↔ 신내차량사업소 ↔ 상봉역 (상봉시외버스터미널) ↔ 중랑역 ↔ 회기역 (경희대학교, 서울시립대학교) ↔ 청량리역 (이노선은 유성운수 (현.경기운수)으로 이관후 202-1번으로 변경후 노선 배탈고개으로 변경)
- ● 7-6번: 뱅이삼거리 ↔ 퇴계원역 ↔ 구리농수산물도매시장 ↔ 구리 나들목 ↔ 북부간선도로 ↔ 신내동 ↔ 신내역 ↔ 신내차량사업소 ↔ 상봉역 (상봉시외버스터미널) ↔ 중랑역 ↔ 회기역 (경희대학교, 서울시립대학교) ↔ 청량리역 ↔ 경동시장
- ● 71-2번: 금곡1리 ↔ 진접택지지구 ↔ 장현(71번에 통합)
- ● 73번: 경복대학 ↔ 진접지구 ↔ 장현 ↔ 내각리 ↔ 퇴계원 ↔ 별내지구 ↔ 삼육대학교 ↔ 태릉선수촌 ↔ 대한민국 육군사관학교 ↔ 화랑대역 ↔ 태릉입구역 ↔ 석계역(7-3번 통합된 노선, 2023년 6월 30일부로 폐선)
- ● 74번: 경복대학 남양주캠퍼스 ↔ 광릉내 ↔ 진접읍사무소 ↔ 연평대교 ↔ 비석거리 ↔ 별내지구 ↔ 삼육대학교 ↔ 태릉선수촌 ↔ 대한민국 육군사관학교 ↔ 화랑대역 ↔ 태릉입구역 ↔ 석계역 (구 7008번 직행좌석버스, 2020년 3월 3일부로 운행중단)
- ● 78-1번: 광릉내차고지 ↔ 장현 ↔ 내각리 ↔ 퇴계원 ↔ 구리농수산물도매시장 ↔ 인창택지지구 ↔ 구리여자고등학교 ↔ 이문안길 ↔ 광나루역 ↔ 강변역 (동서울종합버스터미널)
- ● 8번: 광릉내차고지 ↔ 경복대학 ↔ 진접택지지구 ↔ 장현 ↔ 내각리 ↔ 퇴계원 ↔ 인창지구 ↔ 돌다리 ↔ 교문사거리 ↔ 구리시청 ↔ 이문안길 ↔ 벌말삼거리
- ● 80번: 광릉내차고지 ↔ 장현 ↔ 내각리 ↔ 퇴계원 ↔ 인창택지지구 ↔ 구리여자고등학교 ↔ 이문안길 ↔ 광나루역 ↔ 강변역 (동서울종합버스터미널)
- ● 88번: 내촌차고지 ↔ 광릉내 ↔ 장현 ↔ 내각리 ↔ 퇴계원 ↔ 인창주공1단지 ↔ 돌다리 ↔ 교문사거리 ↔ 금란교회 ↔ 망우역 ↔ 상봉역 (상봉시외버스터미널) ↔ 중랑역 ↔ 삼육서울병원 ↔ 청량리역 ↔ 경동시장 (2025년 3월 31일부로 폐선)
- ● 88-1번: 진벌리차고지 ↔ 진접택지지구 ↔ 장현 ↔ 내각리 ↔ 퇴계원 ↔ 인창택지지구 ↔ 구리역 ↔ 돌다리 ↔ 교문사거리 ↔ 망우리고개 ↔ 망우역 ↔ 상봉역 (상봉시외버스터미널) ↔ 중랑역 ↔ 회기역 (경희대학교, 서울시립대학교) ↔ 청량리역 ↔ 경동시장 (구 7-9번)
- ● 땡큐32번: 진벌1리 ↔ 광릉내 ↔ 서희스타힐스 - 진접읍 행정복지센터 - 반도유보라 - 진접역 - 화봉초등학교 - 연평리입구 - 오남역 (구 3-1번, 땡큐31번으로 통합)
- ● 138번: 경복대학 ↔ 포천시 ↔ 송우리터미널 ↔ 이동교2리, 부인터 ↔ 이동교5리,축석검문소 ↔ 가톨릭대학교 의정부성모병원 ↔ 의정부버스터미널 ↔ 의정부역 <이 노선은 포천교통, 영종여객, 명진여객, 대진운수와 공동 배차하다가 현재는 포천교통에서만 운행한다.>
- ● 138-1번: 경복대학 ↔ 포천시 ↔ 송우리터미널 ↔ 이동교2리, 부인터 ↔ 이동교5리,축석검문소 ↔ 가톨릭대학교 의정부성모병원 ↔ 의정부버스터미널 ↔ 의정부역 (선진그룹 버스사업부문 시절 방계회사인 포천교통에 매각후, 2012.03월부로 폐선)
- ● 705번: 오남읍 ↔ 장현 ↔ 내각리 ↔ 퇴계원 ↔ 신내동 ↔ 신내역 ↔ 신내차량사업소 ↔ 상봉역 (상봉시외버스터미널) ↔ 중랑역 ↔ 회기역 (경희대학교, 서울시립대학교) ↔ 청량리역 ↔ 경동시장 (2000년경 폐선)
- ● 707-1번: 내촌차고지 ↔ 광릉내 ↔ 장현 ↔ 내각리 ↔ 퇴계원 ↔ 신내동 ↔ 신내역 ↔ 신내차량사업소 ↔ 상봉역 (상봉시외버스터미널) ↔ 중랑역 ↔ 회기역 (경희대학교, 서울시립대학교) ↔ 청량리역 ↔ 경동시장
- ● 708번: 광릉내차고지 ↔ 장현 ↔ 내각리 ↔ 퇴계원 ↔ 인창택지지구 ↔ 구리여자고등학교 ↔ 이문안길 ↔ 광나루역 ↔ 강변역 (동서울종합버스터미널) (2000년경 폐선)
- ● 7008번: 내촌차고지 ↔ 광릉내 ↔ 진접중학교 ↔ 장승마을 ↔ 화접초등학교 ↔ 삼육대학교 ↔ 화랑대역 ↔ 태릉입구역 ↔ 먹골역 ↔ 중화역 ↔ 청량리역 ↔ 경동시장 <2014년 9월 1일부로 74번 시내버스로 전환 및 내촌~진벌리 간 단축 및 청량리역~석계역 간 단축>
- ● 6006번: 광릉내차고지 ↔ 경복대학 ↔ 진접지구 ↔ 연평대교, 이마트 ↔ 퇴계원 나들목 ↔ 서울외곽순환고속도로 (구리요금소) ↔ 토평 나들목 ↔ 강변북로 ↔ 잠실대교 ↔ 잠실역 (간선급행버스) (현 8012번으로 노선변경)
- ● 7007-2번: 광릉내차고지 ↔ 장현 ↔ 내각리 ↔ 퇴계원 ↔ 서울외곽순환고속도로 (구리요금소) ↔ 토평 나들목 ↔ 강변북로 ↔ 잠실대교 ↔ 잠실역 (출퇴근용, 경기고속, 대원고속 버스운영)

## 보유 차량

#### 자일대우버스
- 자일대우 BS090 뉴 로얄미디
- 자일대우 BS106 뉴 로얄시티
- 자일대우 BS110 뉴 로얄논스텝
- 자일대우 FXⅡ116 크루징 애로우
- 자일대우 FX116 하모니

#### 현대자동차
- 현대 e-카운티
- 현대 카운티 뉴 브리즈
- 현대 그린시티
- 현대 일렉시티
- 현대 뉴 프리미엄 유니버스 프라임

#### CHTC 킨윈
- CHTC 에픽타운
- CHTC 에픽시티

#### 우진산전
- 우진산전 아폴로 1100

#### 볼보버스
- 볼보 B8RLE

## 갤러리

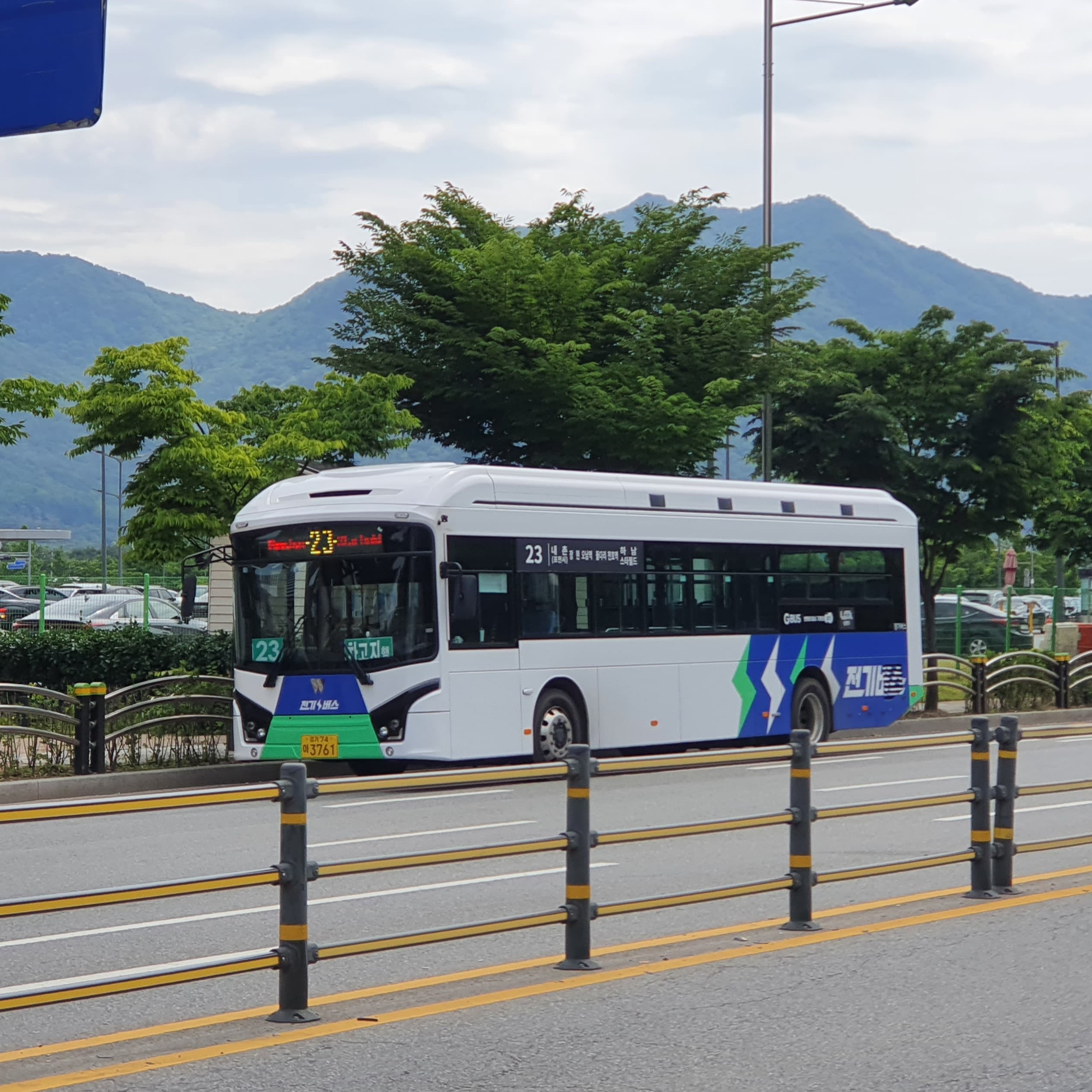
남양주시내버스 23번
남양주시내버스 88번
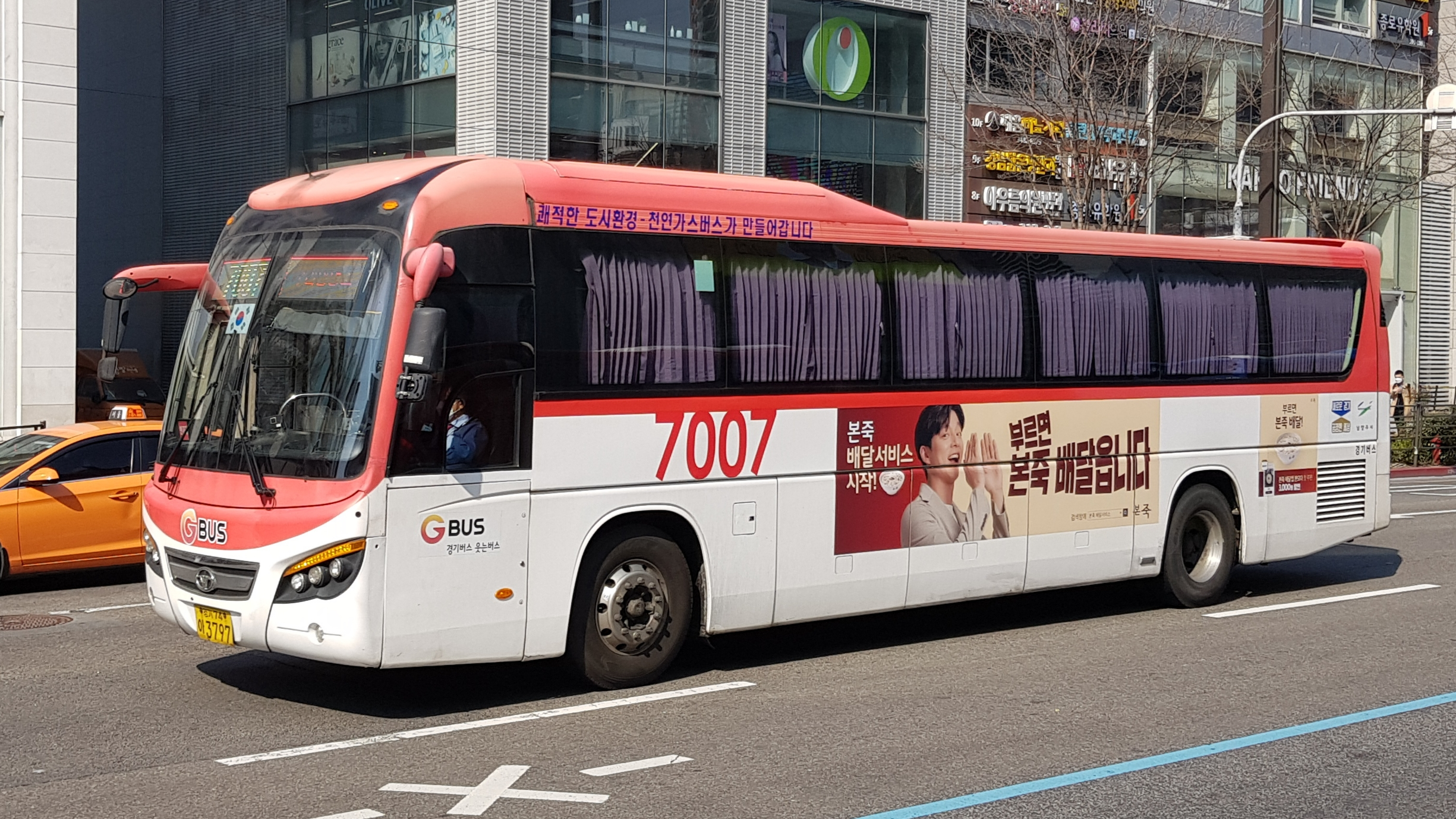
남양주시내버스 7007번

## 본점 및 지점 현황
- 본점: 경기도 남양주시 진접읍 경복대로 497
- 광릉내영업소: 경기도 남양주시 진접읍 광릉내로 102
- 내촌영업소: 경기도 포천시 내촌면 음고개길 9-26

## 같이 보기
- KD운송그룹
- 경기여객
- 경기운수(구.유성운수)
- 대원운수
- 경기여객